# الفاشر

الفاشر غرب الخرطوم

الفاشِرْ مدينة تقع في غرب السودان على ارتفاع 700 متر (2296 قدم) فوق سطح البحر على مسافة 802 كيلومتر (498 ميل) غرب العاصمة الخرطوم، و 195 كيلومتر (130 ميلًا) عن مدينة نيالا باتجاه الشمال الشرقي، وقد كانت محطة انطلاق للقوافل في العصور القديمة تحولت بمرور الزمن إلى سوق للمحاصيل الزراعية ويعتمد اقتصادها على المنتجات الزراعية المتوفرة في المنطقة بشكل أساسي.
وهي عاصمة ولاية شمال دارفور. كما أنها من المناطق التي زارتها الرحالة الأمريكية الجوية أميليا إيرهارت في محاولتها لعبور العالم.

## التسمية

موقع مدينة الفاشر/ السودان

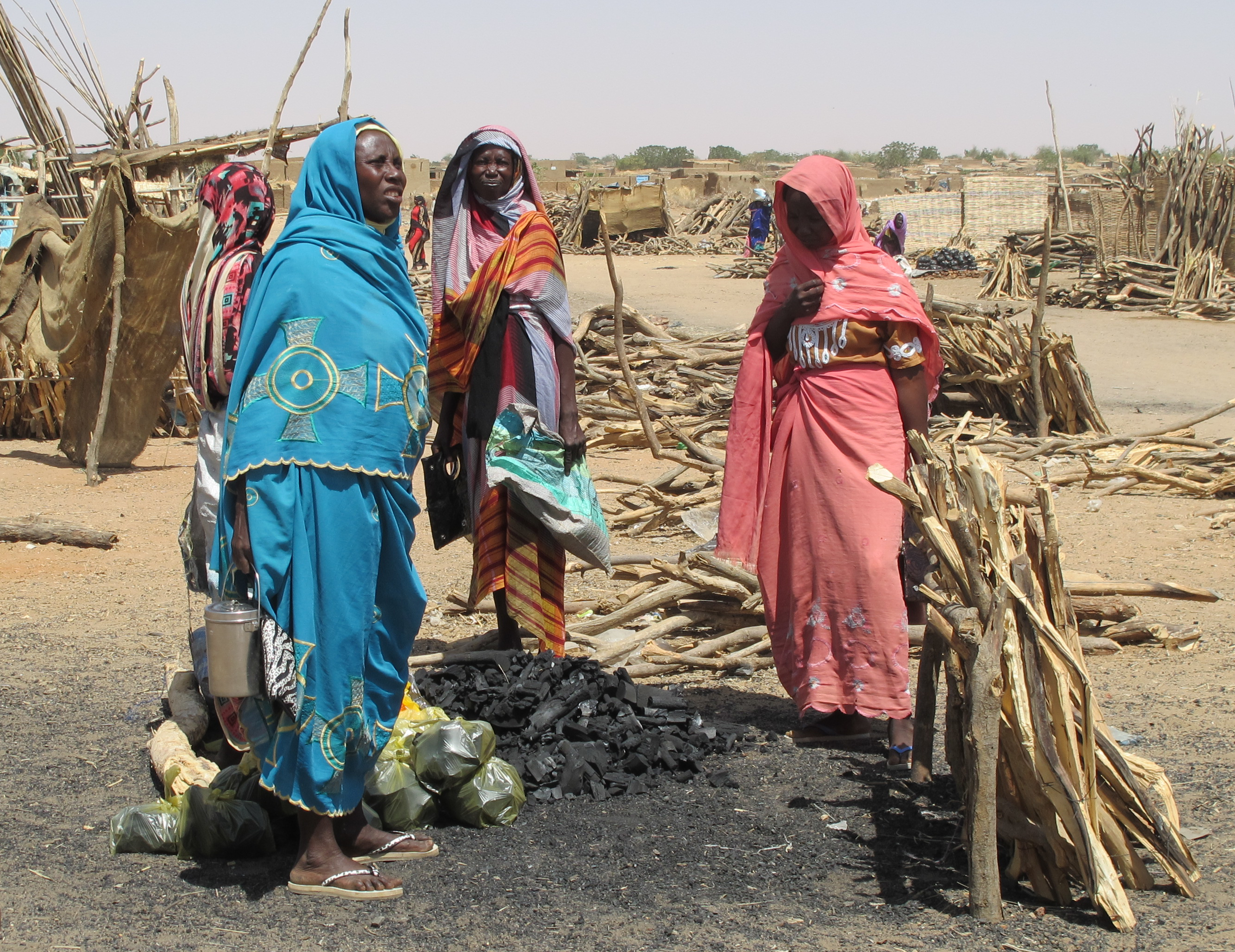

اختلفت الروايات وتعددت حول معنى الفاشر (بكسر الشين)، إلا أن الرواية الأكثر شيوعًا وأقوى حجة هي التي تذهب إلى أن اللفظ يعني مجلس السلطان، كما ورد في الأعمال الأدبية والغنائية بالسودان مثل الأغنية التراثية التي تقول في «..الفاشر الكبير طلعوا الصايح» أي مجلس السلطان الكبير، ويُقال لها فاشر السلطان، بمعنى مجلس السلطان، والفاشر زكريا، أي مجلس السلطان زكريا. وفي السياق نفسه يعرف الفاشر بأنه مكان إقامة السلطان أو قلعته. فهناك عدة فواشر منتشرة في دار فور مثل «فاشر قرلي» التي بناها السلطان تيراب في منطقة جبل مرة، كما شيّدت فواشر في المناطق المجاورة لها في الغرب الأوسط لأفريقيا.
وهناك رواية تقول أن الفاشر هو اسم الوادي الذي تقوم على ضفتيه المدينة بمعنى الفاخر. وثمة رواية ثالثة تنسب الاسم إلى ثور يسمى الفاشر كان يرد الوادي لشرب الماء دون أن يقوده صاحبه وغاب ذات مرة ولم يأت للوادي كعادته فذهب الناس يبحثون عنه فوجدوه باركاً في موقع المدينة الحالي وسمى المكان باسمه بينما يذهب تأويل للرواية نفسها مذهباً آخر مؤداه أن الثور الفاشر كان يحمي المنطقة التي قامت فيها نواة المدينة ويمنع أي شخص من أن يغدو إليها.
وتلقب الفاشر بالفاشرابو زكريا نسبة إلى الأمير زكريا والد السلطان علي دينار الذي كان له فضلاً كبيراً في تطويرها.

## التاريخ

### سلطنة الفور
حكم سلاطين الفور الفاشر لفترة امتدت ما يقارب الخمسة قرون من سنة 1445 وحتى 1916 م وكان أولهم السلطان سليمان سولونق، وآخرهم هو السلطان علي دينار. وكانوا يديرون السلطنة في بداية عهد حكمهم من جبل مرة، إلا أن السلطان عبد الرحمن الرشيد الذي خلف السلطان تيراب في الحكم وجد أن من الصعوبة بمكان إدارة السلطنة التي ترامت أطرافها من منطقة جبل مرة فقرر نقلها إلى منطقة تتوسط السلطنة ووقع الاختيار على منطقة وادي رهد تندلتي الواقعة في السهول الشرقية من دارفور لإقامة فاشره (قلعته) فيها خاصة وأن المنطقة تسهل فيها فلاحة الأرض وتربية الحيوان. وبدأ السلطان الرشيد في تشييد أول قصر له على الضفة الشمالية من الوادي ومن ثم تم بناء منازل الحاشية والحرس وسرعان ما توافد الناس إلى فاشر السلطان حتى تحول إلى مدينة مأهولة، وهكذا نشأت الفاشر كعاصمة إدارية وهو الدور الذي لم يفارقها حتى الآن.
وكانت الفاشر نقطة انطلاق للقوافل التجارية التي تمر عبر درب الأربعين (الطريق الذي يستغرق اربعين يوماً) والذي كان يربط السودان بمصر لنقل العاج وريش النعام واخشاب الأبنوس من غابات وسط أفريقيا إلى الأسواق المصرية وتعود محملة بالحرير والأقمشة والورق والآنية.

### الحكم التركي المصري
وفي سنة 1821 م غزا محمد علي باشا السودان ودحر جيوش السلطنة الزرقاء واحتل عاصمتها سنار ثم اتجهت جيوشه غرباً وتوقفت في مملكة المسبعات على حدود سلطنة دار فور. وكان من الصعب على سلاطين الفور التعايش مع الحكام الجدد لممالك السودان والذين كانوا يسيطرون على طريق القوافل المتجهة نحو مصر عبر الفاشر، فدخلت جيوشهم بقيادة السلطان إبراهيم قرض في قتال من جهة الجنوب مع قوات الزبير باشا رحمة الموالي للأتراك والذي تمكن من دحرهم في معركة منواشي، بينما دخل الجيش التركي مدينة الفاشر من جهة الشرق زاحفاً من الخرطوم عبر كردفان وبذلك خضعت مملكة الفور وعاصمتها الفاشر لحكم الأتراك.

### الثورة المهدية والحكم الثنائي
في سنة 1884 م، احتلت قوات المهدي مدينة الفاشر بعد حصار دام اسبوعاً واحداً، وبهزيمة خليفة المهدي عبد الله التعايشي في معركة أم دبيكرات في 24 نوفمبر / تشرين الأول 1890 م، على يد القوات البريطانية المصرية استعاد السلطان على دينار مدينة الفاشر في 1909 م، وبقي فيها حتى عام 1916 م عندما وضعت قوات الحكم الثنائي نهاية لذلك.

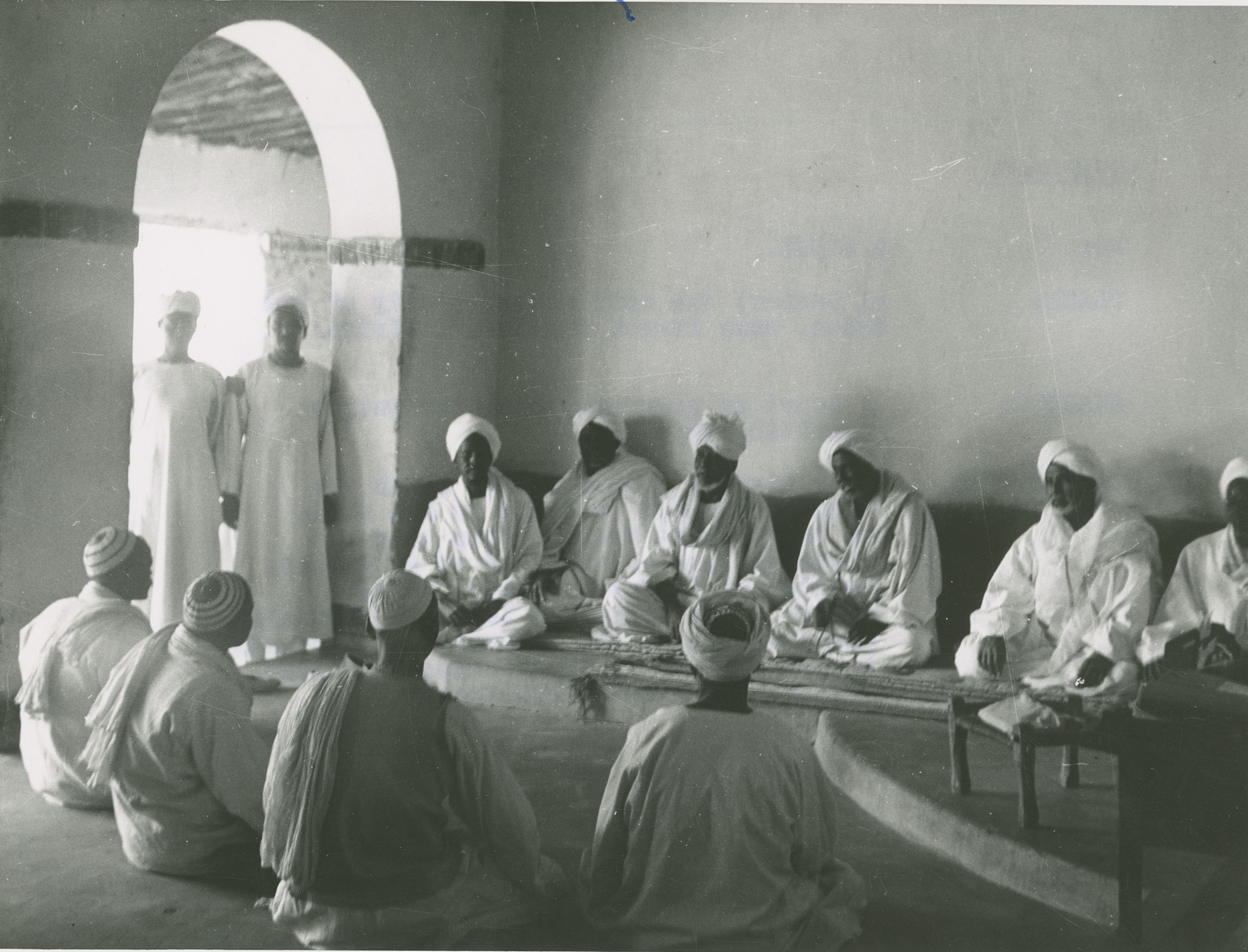

## الموقع والجغرافيا

### الطوبغرافيا

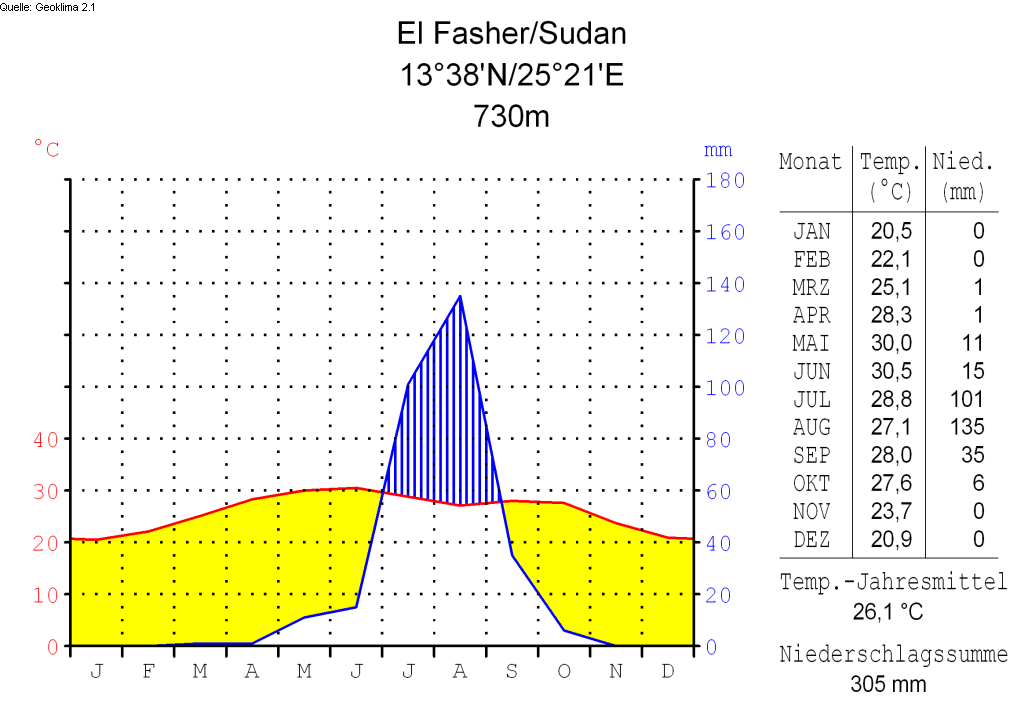
الفاشر، مخطط المناخ /تنسيق والتر وليث

تقع الفاشر في غرب السودان في منطقة تتسم بالتباين في الظواهر الطبوغرافية من أرض صحراوية إلى شبه صحراوية تتخلها تلال منخفضة وكثبان تعرف باسم القيزان (المفرد قوز) وتلال ذات صخور رملية وأودية وخيران تمتلأ بمياه الأمطار خلال الموسم المطير. وهناك بحيرة الفاشر ووادي قولو الذي يقع في الناحية الغربية للمدينة على بعد 16 كيلو متر من وسط المدينة ويشكل أهم مصدر لتزويدها بالمياه.

### المناخ
| البيانات المناخية لـالفاشر   | البيانات المناخية لـالفاشر | البيانات المناخية لـالفاشر | البيانات المناخية لـالفاشر | البيانات المناخية لـالفاشر | البيانات المناخية لـالفاشر | البيانات المناخية لـالفاشر | البيانات المناخية لـالفاشر | البيانات المناخية لـالفاشر | البيانات المناخية لـالفاشر | البيانات المناخية لـالفاشر | البيانات المناخية لـالفاشر | البيانات المناخية لـالفاشر | البيانات المناخية لـالفاشر |
| الشهر                        | يناير                      | فبراير                     | مارس                       | أبريل                      | مايو                       | يونيو                      | يوليو                      | أغسطس                      | سبتمبر                     | أكتوبر                     | نوفمبر                     | ديسمبر                     | المعدل السنوي              |
| ---------------------------- | -------------------------- | -------------------------- | -------------------------- | -------------------------- | -------------------------- | -------------------------- | -------------------------- | -------------------------- | -------------------------- | -------------------------- | -------------------------- | -------------------------- | -------------------------- |
| متوسط درجة الحرارة الكبرى °ف | 86                         | 95                         | 99                         | 100                        | 100                        | 100                        | 91                         | 95                         | 95                         | 90                         | 90                         | 86                         | 94                         |
| متوسط درجة الحرارة الصغرى °ف | 48                         | 52                         | 59                         | 64                         | 70                         | 73                         | 72                         | 70                         | 70                         | 64                         | 55                         | 48                         | 62                         |
| الهطول إنش                   | 0                          | 0                          | 0                          | 0.01                       | 0.02                       | 0.12                       | 0.18                       | 0.22                       | 0.06                       | 0.01                       | 0                          | 0                          | 0.62                       |
| متوسط درجة الحرارة الكبرى °م | 30                         | 35                         | 37                         | 38                         | 38                         | 38                         | 33                         | 35                         | 35                         | 32                         | 32                         | 30                         | 34                         |
| متوسط درجة الحرارة الصغرى °م | 9                          | 11                         | 15                         | 18                         | 21                         | 23                         | 22                         | 21                         | 21                         | 18                         | 13                         | 9                          | 17                         |
| الهطول مم                    | 0                          | 0                          | 0                          | 0.3                        | 0.6                        | 3.1                        | 4.5                        | 5.7                        | 1.4                        | 0.2                        | 0                          | 0                          | 15.8                       |
| المصدر: Weatherbase          |                            |                            |                            |                            |                            |                            |                            |                            |                            |                            |                            |                            |                            |

## العمارة ومعالم المدينة
شهدت الفاشر تطوراً عمرانياً كبيراً في عهد السلطان علي دينار الذي اهتم بالعمارة فيها فبنى قصره ومجمع سكنه الذي كان يضم غرف السكنى والمجالس والردهات والمسجد الجامع فشكل معلماً معمارياً بارزاً في المنطقة خلال تلك الحقبة. وهو الآن متحفاً يتبع للهيئة القومية للآثار والمتاحف
تشمل المعالم البارزة للمدينة حالياً:
- قصر السلطان علي دينار ومجمع السلطان علي دينار الذي يضم مسجدا ومكتبة إلكترونية ومركزاً لتحفيظ القران الكريم وكافتيريا ملحقة به.
- السوق الكبير ويزخر بالمحلات التجارية من دكاكين ومقاصف وهو أيضاً مركز المواصلات المؤدية الي جميع احياء المدينة.
- آبار حجر قدو التي وتشتهر بالمقولة الشعبية المأثورة بالمدينة ومفادها بأن من شرب من مياه آبار قدو لا بد وأن يعود إليها ثانية ليشرب منها مرة آخرى.
- سوق المواشي وفيه تباع اللحوم طازجة أو مشوية.
- سوق أم دفسو وفيه تباع الفواكه المنتجة في منطقة جبل مرة ومنتوجات دار فور الغذائية التقليدية مثل الكول والمريس وعسل الجبل والسمن الطبيعي.
- برج الفاشر.[7]

## الإدارة
الفاشر محافظة من محافظات ولاية شمال دارفور وتضم ثمانية عشر محلية هي:
| - الفاشر - الطينة - كرنوي - دار السلام - مليط | - طويلة - السريف بني حسين - المالحة - الكومة - كتم | - الواحة - المالحة - أم كدادة - الطويشة - اللعيت | - كلمندو - سرف عمره - كبكابية |

## التمثيل القنصلي الأجنبي
توجد في الفاشر قنصلية عامة ليبية. وكانت توجد قنصلية ليبية ولكن بعد الثورة في ليبيا تم إغلاق القنصلية حاليا لا توجد أي تمثيل دبلوماسي للجمهورية الليبية.

## النشاط الاقتصادي
يمتهن سكان المدينة الزراعة والرعي والخدمات وتشمل الزراعة المحاصيل النقدية والاستهلاكية مثل القطن والذرة والسمسم والتمور والموز والمانجو والأرز، بينما تتركز تربية الحيوان على رعي الماعز والأغنام والأبقار، وفي الآونة الأخيرة تطور قطاع الخدمات بفضل النمو السكاني والأعداد الكبيرة من المنظمات التطوعية الأجنبية والمحلية وما يرافقها من خدمات إدارية ولوجستية ومصرفية.

## النقل والمواصلات
ترتبط المدينة بشبكة من الطرق بالبلدات والقرى المحيطة بها وبأهم المدن السودانية عبر عدد من الطرق ومعظمها موسمي وهما: طريق الجنينة طريق الفاشر نيالا وطريق أم درمان التي تمر بالكومة وامكدادة وتربط الولاية بشمال كردفان ومنه إلى النيل الأبيض ثم إلى أم درمان وهذا الطريق يسمى طريق الإنقاذ الغربي.
جدول يبين المسافة بين الفاشر وبعض المدن السودانية
| المدينة   | المسافة بالكيلو متر |
| --------- | ------------------- |
| الخرطوم   | 802                 |
| أم درمان  | 794                 |
| بورتسودان | 1428                |
| كسلا      | 1208                |
| الأبيض    | 529                 |
| ود مدني   | 883                 |
| الجنينة   | 214                 |
| عطبرة     | 1029                |
| سنار      | 895                 |
| كوستي     | 793                 |

وهناك مطار دولي وهو مطار الفاشر ورمزه في اتحاد النقل الجوي الدولي، أياتا هو ELF وفي المنظمة الدولية للطيران المدني إيكاو هو HSFS.

## التعليم
إلى جانب العديد من المدارس الحكومية والأهلية على مختلف مراحلها توجد في الفاشر جامعة هي جامعة الفاشر الواقعة غرب مطار المدينة وتأسست في عام 1990 م، وتم افتتاحها رسمياً في عام 1991 م.

## أحياء الفاشر
تضم الفاشر حوالي تسعين حياً سكنياً من مختلف الدرجات والمستويات من حيث دخول السكان والتخطيط الحضري والبيئة العامة.
| - حي العظمة - الإنقاذ - تكارير - الهوارة - أولاد الريف - الكرانك - الزيادية - برنجية - الكفاح - دادنقا - حي النصر - الشرفة | - تمباسي حي الفردوس الجنوب حي المروة الجنوب حي الهجرة - دي الشاطئ - حلة فور - دبة أم شجيرة - الثورة جنوب - الثورة شمال - ديم الرديف - ديم سلك - حي الوكالة - حي كفوت - الطريفية - حي زنقو | - حي النصر (ا) و (ج) - الربع الخامس - إشلاق (الجيش) والشرطة) - المطار - حي القبة - التيمانات - حي المصانع - حي المجمع - مكركا - المعهد (أ) - المعهد (ب) - الجبل | - التجانية - شوبا - التضامن - الاسرة - الجوامعة - الوحدة - السلام - القاضي - النيل - الذاكرين - حي ام شجيرة |

كما تضم الفاشر معسكرات للنازحين بسبب النزاعات المسلحة وهي:

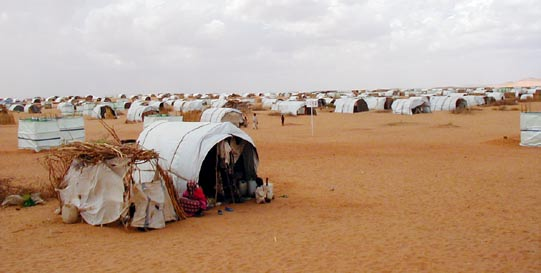

- معسكر أبوشوك
- معسكر زمزم
- معسكر السلام

## السكان
بلغ عدد سكان الفاشر في 2006 قرابة 264,734 شخص مقارنةً بـ 178,500 في 2001. ويرجع السبب في ذلك إلى النزاع المسلح الذي شهده الإقليم.
وفيما يلي جدولاً يبين النمو السكاني خلال العقود[ ؟ ] القليلة الماضية.
| السنة | عدد السكان        |
| ----- | ----------------- |
| 1973  | 51,932 (تعداد)    |
| 1983  | 84,298 (تعداد)    |
| 2009  | 286,277 (تقديرات) |